# Rue François-Truffaut
Ne doit pas être confondu avec Rue Truffaut.
La rue François-Truffaut est une voie située dans le quartier de Bercy du 12e arrondissement de Paris, en France.

## Situation et accès
La rue François-Truffaut est desservie par la ligne 14 à la station Cour Saint-Émilion. 
La rue longe le centre commercial Bercy Village. Elle est perpendiculaire à la rue de l'Ambroisie.

## Origine du nom

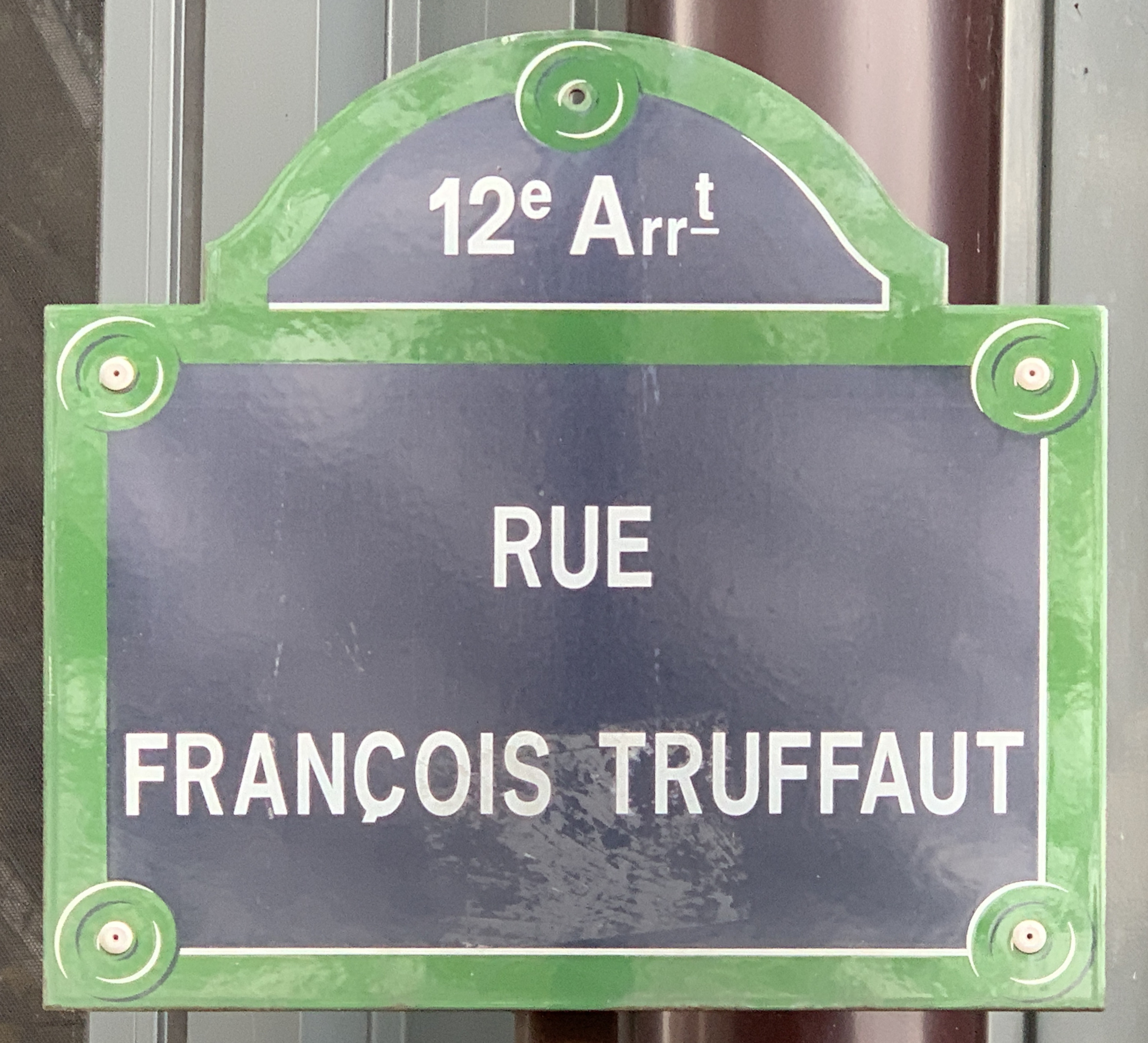
Plaque de la rue.

Elle porte le nom du réalisateur français François Truffaut (1932-1984), en raison de sa proximité avec la Cinémathèque française.

## Historique
La voie est créée, dans l'emprise des anciens entrepôts de Bercy, dans le cadre de l'aménagement de la ZAC de Bercy sous le nom provisoire de « voie BT/12 » et prend sa dénomination actuelle par arrêté municipal du 11 février 1993.

## Bâtiments remarquables et lieux de mémoire
- Au no 51, le site d'animations culturelles Bercy du Centre international de séjour de Paris (CISP).